# مريبيل عملاق
مريبيل عملاق (الاسم العلمي:Meripilus giganteus) هو نوع من الفطريات يتبع جنس المريبيل من الفصيلة المريبيلية.